# SimCity 4
SimCity 4 est un jeu vidéo de gestion de type city-builder développé par Maxis et édité par Electronic Arts, sorti en janvier 2003 sur Windows, et porté sur Mac OS en juin 2003. Il est le quatrième épisode de la série SimCity.
Ce jeu allie stratégie, gestion et technique et permet à tous les joueurs de mettre au point leurs propres méthodes pour parvenir à la mégapole idéale. Le parcours pour y arriver est semé d'embûches et de problèmes divers comme la pollution sonore, de l'air et de l'eau, le trafic routier, le chômage, l'accès à la santé et à l'éducation, la couverture anti-incendie, policière, de ramassage et de traitement des déchets avec lesquels il faut composer.
SimCity 4 est le premier jeu de la série à utiliser le système de région, qui permet de connecter plusieurs villes entre elles, et de les faire interagir au moyen d'accords commerciaux.

## Système de jeu
SimCity 4 est un jeu de gestion dont le principe est de créer des villes en ne partant de rien, tout en assurant un budget positif. Il faut mettre en place toutes les infrastructures, de la centrale électrique aux transports en passant par les jardins publics ou les administrations principales, ainsi que définir les zones résidentielles, commerciales et industrielles où viendra habiter et travailler la population.
Le joueur débute la partie sur une carte vide appelée : région. Cette région est découpée en plusieurs terrains qui pourront chacun accueillir une ville. Ce système permet de connecter les villes entre elles afin de permettre à leur population d'aller travailler dans une autre ville, mais aussi de mettre en place des accords commerciaux sur l'eau, l'électricité ou les déchets afin de gérer plus facilement les demandes des citoyens.
Il existe trois différentes tailles de cartes pour les terrains : petite, moyenne et grande. Le nombre exact d'habitants maximum sur les différents terrains n'est pas officiellement connu, mais de nombreux joueurs ont mis en ligne des images et vidéos de ville accueillant jusqu'à 8 000 000 d'habitants sur une grande carte, 2 000 000 sur une moyenne et 500 000 sur une petite.

### Les régions
Désormais les villes ne sont plus perdues au milieu de nulle part. Elles appartiennent à des régions. Les bordures des terrains des villes sont connectées, ce qui crée un vrai sentiment d'unité (par exemple, une route connectée en bord de carte d'une ville aura sa continuité sur la ville adjacente ou alors relié par des habitations, des commerces...).
De plus, cela favorise la croissance des villes connectées : il est possible d'aller travailler dans les villes voisines (moins de chômage), l'industrie et le commerce sont intéressés par les connexions et les demandes résidentielles, commerciales et industrielles sont partagées entre les villes. On peut ainsi créer des villes spécialisées, comme des villes à dominante résidentielle ou industrielle par exemple. De plus, avec les accords commerciaux entre deux villes, une ville peut vendre son surplus d'eau, d'électricité ou de capacité d'élimination de déchets à une autre. Cela permet de créer des agglomérations, avec des banlieues. La demande RCI est directement influencée par les liaisons entre les villes.
Une des particularités de ces régions est liée au développement asynchrone des villes : si le temps avance dans une ville et que celle-ci s'urbanise, ce ne sera pas le cas dans les villes limitrophes.

### Modes de jeu
SimCity 4 se décompose en trois modes (un peu à la manière de Les Sims) : Divin, Maire et Sim.
Le Mode Divin est le mode que le joueur utilise en premier avant de créer une ville, ou après sa création mais dans un mode bien plus restreint. Il permet de façonner le paysage à volonté afin de créer des montagnes, des vallées, des rivières, etc. La région peut ainsi être complètement modifiée pour correspondre mieux aux besoins et envies du joueur. Une fois la ville créée, le Mode Dieu permet de déclencher des catastrophes, comme une éruption volcanique par exemple. Il est aussi possible de contrôler l'heure.
Le Mode Maire est le mode principal du jeu, et donc le plus utilisé. Dans ce rôle, le joueur prend diverses décisions administratives affectant la ville, comme augmenter les impôts ou délimiter les zones à bâtir. Il peut aussi créer les nombreuses infrastructures administratives de la ville ainsi que les réseaux routiers, ferroviaires et les transports en communs (bus, métro, ferry, aéroport...).
Si les citoyens sont heureux et que la ville croît, il est possible de recevoir des récompenses sous la forme de bâtiments spéciaux (mairie, stade de football, école privée...) que le joueur peut construire. À l'inverse, des habitants trop mécontents quittent la ville, si les impôts sont trop élevés, les services publics insuffisants ou la pollution trop grande.
Le Mode Sim est un mode de jeu qui permet d'implanter des Sims, personnages virtuels de SimCity, quelque part dans la ville. Ceux-ci transmettent leurs remarques positives ou négatives sur les actions du maire. Lors de leur création, le joueur leur donne un nom, choisit leur lieu de résidence, leur niveau de richesse, leur emploi. Bien que quelques Sims soient offerts avec le jeu, il est possible d'en importer du jeu Les Sims.

### La délimitation des zonesRCI
Il est possible de construire n'importe où, mais ce n'est pas le joueur qui a le pouvoir d'élever des bâtiments, ce sont des entreprises privées. Il peut uniquement définir là où les entreprises doivent construire : c'est la délimitation des zones RCI. Comme dans les précédents volets de la série, il existe trois types de zones à délimiter : Résidentielle, Commerciale et Industrielle (RCI). À chaque zone correspondent trois niveaux de densités (Faible, Moyenne ou Forte). Le niveau de densité faible de l'industrie correspond à un zonage agricole.
Une fois les zones délimitées, les bâtiments se construisent automatiquement en fonction de la demande. L'indicateur RCI représente cette demande des habitants pour un type de bâtiment précis. Si elle est négative, les bâtiments sont désertés ; si elle est positive, de nouveaux bâtiments sont construits.
Le choix de la densité des zones a aussi son importance : il est moins cher de délimiter une zone résidentielle à faible densité, mais aucun gratte-ciel ne se construira là si l'on ne densifie pas cette zone.

### Les richesses
Dans SimCity 4, contrairement aux précédents opus, il existe plusieurs niveaux de richesse : §, §§ et §§§ (§ étant le symbole du Simflouz, monnaie de la SimNation) respectivement Pauvre, Moyen et Aisé. Ces niveaux de richesse qualifient les bâtiments résidentiels, commerciaux et industriels et sont dépendants de la qualité de vie dans la ville. Un terrain avec peu de pollution et de criminalité ainsi que des accès à l'éducation, aux hôpitaux, favorisera l'arrivée de citoyens aisés. Cela affectera par ailleurs les impôts, et surtout l'attraction qu'exerce la ville sur les autres. En effet, une ville n'abritant qu'une population aisée attirera davantage d'industries de haute technologie, de commerces de luxe, etc.

## Les outils et bâtiments
Avant de construire sa ville, le joueur doit passer par un Mode Dieu où il pourra modeler le paysage à son aise.

### Mode Dieu
Le joueur peut élever le terrain en formant les paysages suivants :
- Montagne
- Colline
- Mesa
- Colline escarpée
- Falaise

Le joueur peut également abaisser le terrain :
- Vallée
- Vallée encaissée
- Canyon
- Vallée peu profonde
- Cratère d'impact
- Canyon peu profond

Le joueur peut aussi faire pousse des forêts et y faire vivre des animaux comme des chevaux, de la faune forestière ou sauvage. Enfin, le joueur peut déclencher diverses catastrophes naturelles ou non:
- Autodevastosaure
- OVNI
- Volcan
- Incendie
- Météorite
- Attaque de robots
- Tornade
- Foudre
- Séisme

### Mode Maire
Après avoir formé son territoire, le joueur peut ériger une ville avec un certain nombre de bâtiments divisés en différentes catégories :

#### Outils zones
- Zone résidentielle: faible, moyenne ou forte densité.
- Zone commerciale: faible, moyenne ou forte densité.
- Zone industrielle: zone agricole, moyenne ou forte densité.

#### Outils transports
- Routes: route, route à sens unique, avenue, rue.
- Autoroutes: autoroute au sol ou aérienne avec des carrefour en trèfle ou en T, et des bretelles de sortie.
- Gares et voies ferrées: voie ferrée, gare ferroviaire, gare de marchandises, grande gare ferroviaire, monorail, gare de monorail.
- Transports divers: arrêt de bus, transport express aérien, gare aérienne, connexion métro-chemin de fer aérien, métro, station de métro, parking public, péage.
- Aéroports: petite piste d'atterrissage, aéroport municipal et international.
- Ports: terminal de ferry de passagers, terminal de ferry-boat et de passagers, port international, marina.

#### Outils services publics
- Réseau électrique: ligne haute-tension, éolienne, centrale au gaz naturel, centrale électrique au charbon, centrale au pétrole, centrale solaire, centrale nucléaire, centrale à hydrogène.
- Réseau d'alimentation en eau: canalisation, château d'eau, station de pompage, grande station de pompage, station d'épuration.
- Système sanitaire: site d'enfouissement, centre de recyclage, incinérateur.

#### Outils municipaux
- Forces de l'ordre: poste de police, petit commissariat de police, grand commissariat, commissariat de luxe, prison municipale.
- Lutte incendie: petite caserne de pompiers, grande caserne de pompiers et piste d'atterrissage des pompiers.
- Système de santé: clinique, grand centre médical, laboratoire de recherche médicale.
- Système scolaire: école primaire, grande école primaire, bibliothèque de quartier, collège, grand collège, musée municipal, université municipale, université, grand musée d'art, bibliothèque centrale.
- Bâtiments historiques: enseigne Hollywood, Sphinx de Gizeh, Prison d'Alcatraz, Two California Plaza, Faneuil Hall, Coit Tower, Core Pacific City Living Mall, Tour de Londres, Smith Tower, Independence Hall, Palais royal d'Aranjuez, Fort Alamo, Rotes Rathaus, Amalienborg, Washington Monument, Maison-Blanche, Big Ben, Basilique Sainte Sophie, Jefferson Memorial, Lincoln Memorial, Statue de la Liberté, Fernsehturm de Berlin, Palais des Beaux-Arts de San Francisco, Cathédrale Saint-Basile-le-Bienheureux de Moscou, Château de Neuschwanstein, Gateway Arch, Musée Solomon R. Guggenheim, Taj Mahal, Musée américain d'histoire naturelle, Bank of America, Columbia Seafirst Center, Lincoln Center, Capitole des États-Unis, Grande Pyramide, 875 North Michigan Avenue, Chrysler Building, Tour de Tokyo, tour de la Banque de Chine, Tour CN, Empire State Building
- Récompenses: maison du maire, lieu de culte, marina, marché agricole, phare, centre de loisirs, centre de foire-expo régional, université, grand musée d'art, station de radio, stade de 2e division, bibliothèque centrale, laboratoire de recherches médicales, opéra, piège à touristes, palais des congrès, studios de télévision, zoo municipal, hôtel de ville, complexe hôtelier, palais de justice, embarcadère des navires de croisière, bureau de la bureaucratie, stade de 1re division, studio de cinéma, bourse, centre de recherches avancées, base de lancement, décharge de produits toxiques, terrain de tir de missiles, base militaire, Zone 51, prison centrale, casino.
- Parcs: zone pavée, zone de gazon, parc (petit, moyen ou grand), jardin public, plage, jardin fleuri (petit, moyen ou grand), terrain de basket-ball, cour de récréation, kiosque, cabane du garde forestier, place (petite, moyenne ou grande), court de tennis, aire de jeu moyenne, skatepark, terrain de football, terrain de softball.

Cependant, le jeu peut encore avoir au Mode Dieu mais dans une version restreinte, il pourra élever ou abaisser son terrain que d'une manière unique mais pourra choisir quels arbres il voudra planter: sapin, érable, épicéa bleu, palmier ou chêne.

#### Véhicules
En construisant certains bâtiments, le joueur peut piloter des véhicules et effectuer des missions pour débloquer des récompenses.

## Modding
L'intérêt principal du jeu est sa durée de vie quasi-illimitée, rendu possible par l'amélioration continue de son réalisme. En effet, les joueurs peuvent ajouter de nombreux éléments (bâtiments, monuments, villes, régions, textures, détails du décor…) à leurs villes, éléments créés par chaque fan qui l'aura fourni à la « bourse d'échange » des sites spécialisés. Le jeu va ainsi s'enrichir du travail de la communauté des fans, qui, tout autour du monde, vont proposer leurs créations (par exemple la Freedom Tower, destinée à remplacer le World Trade Center, ainsi que les plus récents gratte-ciel en construction, mais également des créations personnelles).

## Développement
Au fil des versions, les graphismes ont beaucoup évolué, avec, à présent des ombres détaillées, une circulation routière réaliste, et des textures d'immeubles de haute qualité. La complexité du simulateur économique a également été démultipliée, rendant le jeu assez difficile au début.

## Accueil
SimCity 4 a reçu des appréciations positives de la presse spécialisée. Les agrégateurs GameRankings et Metacritic, qui effectuent des moyennes à partir de nombreuses publications anglophones, lui attribuent respectivement un score de 85 % et 84 %,.

## Rush Hour
Une extension, intitulée SimCity 4: Rush Hour, est publiée en septembre 2003. Nécessitant la version originale du jeu pour s'installer, Maxis a par ailleurs publié une version contenant tout le nécessaire (jeu original et Rush Hour) dans un pack appelé SimCity 4 Deluxe. Aspyr Media a lancé la version Mac avec près d'un an de retard sur la version Windows de Simcity 4 Deluxe, avant l'extension unique. Rush Hour propose de nombreuses améliorations, principalement axées dans le domaine des transports. Il apporte également de nouveaux paramètres à régler ainsi que diverses améliorations au gameplay, comprenant de nouvelles catastrophes (OVNIs, attaque de robots) et de nouveaux outils de modélisation du terrain.

## Postérité
La série a connu deux suites, SimCity Sociétés (2007) et SimCity (2013).